# 안전공학
안전공학(安全工學, Safety Engineering)은 현대 사회에서 발생할 수 있는 각종 사고의 원인과 과정을 공학적으로 분석하고, 이를 방지할 수 있는 대책을 마련하여 사고로 인한 재해를 사전에 예방하는 방안을 강구하는 학문이다.

## 개요
안전공학(Safety engineering)은 엔지니어링된 시스템이 허용 가능한 수준의 안전을 제공하도록 보장하는 공학 분야이다. 이는 산업공학/시스템 공학 및 하위 시스템 안전 공학과 밀접한 관련이 있다. 안전공학은 부품이 고장나더라도 생존이 중요한 시스템이 필요에 따라 작동하도록 보장한다.

## 의의
산업안전이라는 의미는 인간의 행위, 기계의 작업수행 및 주위환경에 대한 관리를 할 수 있다는 것을 의미한다. 여기서 관리할 수 있다는 의미는 사고를 방지한다는 의미뿐만 아니라 불안전한 상태와 환경을 개선시킨다는 의미도 포함된다.
이상에서 정의된 바와 같이 사고방지는 모든 기업에서 절대적인 요건이며, 만일 이것을 무시한다거나 또는 서투르게 행한다면 불필요한 인적·물적 손실과 기업의 도산은 물론 여기에 관련된 사람들의 심적인 타격도 막대하게 된다.
따라서 하인리히(Heinrich)는 '도미노 연쇄(domino sequence)'의 예를 들어 사고에 대한 이론을 다음과 같이 전개시켰다. ① 산업재해는 사고로부터 유발된다. ② 사고는 인간의 불안전한 행위와 불안전한 기계상태에 의하여 항상 유발된다. ③ 불안전한 행위와 상태는 인간의 실수에 의해서 유발된다. ④ 인간의 실수는 환경에서 유발되거나 유전성에 의해서 얻어진다.
이와 같이 사고에 의한 재해를 분석해 보면 사고방지라는 문제는 인간의 실수와 마찬가지로 환경의 관리문제라고 보아야 될 것이다. 따라서 사고방지는 각 개인의 행동과 환경의 관리라고 할 수 있는 직접적인 문제해결과 교육 훈련이라는 장기적인 문제 해결 등 양면으로 수행하여야 한다.

## 기본원리
안전공학이 사고방지를 수행하기 위한 기본원리는 다음과 같다.

#### 안전조직
사고방지를 위하여 첫째 계획적이며 체계적인 안전대책이 조직되어야 한다. 이것은 기업의 기능적인 측면으로 구성될 수 있다.

#### 안전조사
사고원인의 조사와 개선책에 대한 조사는 안전조직이 수행하여야 될 제일 중요한 과업이다. 이것은 관찰·검사·조사에 의하여 행하여지며, 경험과 문의에 의하여 더욱 효과적으로 수행이 가능하다.

#### 안전분석
이것은 사고의 주원인과 사고의 종류를 확인하는 과정이다. 예를 들면 인명피해가 발생하였을 경우 피해의 종류, 그 당시의 작업, 사용하고 있었던 설비의 종류, 그리고 책임의 소재 또는 이 사고로 인하여 영향을 받은 작업자 등이다.

#### 개선책의 선택
사고에 대한 제반 사실이 규명되었고, 개선이 필요할 경우 효과적인 개선책의 선택안을 제시한다.

#### 개선책의 적용
이와 같은 4단계가 이루어졌을 경우 계속해서 또는 영구히 이와같은 개선책을 적용하는 것이다. 경영층은 이와 같은 실제 적용에 대하여 책임과 감독을 한다.

## 분석 기술
분석 기술(analysis technique)은 정성적 방법과 정량적 방법이라는 두 가지 범주로 나눌 수 있다. 두 접근 방식 모두 시스템 수준의 위험과 개별 구성 요소의 오류 사이의 인과적 종속성을 찾는 목표를 공유한다. 질적 접근법은 "무엇이 잘못되어 시스템 위험이 발생할 수 있는가?"라는 질문에 초점을 맞추는 반면, 정량적 방법은 결과의 확률, 비율 및 심각도에 대한 추정을 제공하는 것을 목표로 한다.
설계 및 자재 개선, 계획된 검사, 완벽한 설계, 백업 중복성 등 기술 시스템의 복잡성으로 인해 위험이 감소하고 비용이 증가한다. 위험은 ALARA(합리적으로 달성 가능한 최저) 또는 ALAPA(실질적으로 달성 가능한 최저) 수준으로 감소될 수 있다.
전통적으로 안전 분석 기술은 안전 엔지니어의 기술과 전문 지식에만 의존한다. 지난 10년 동안 STPA(시스템 이론 프로세스 분석)와 같은 모델 기반 접근 방식이 두드러졌다. 전통적인 방법과 달리 모델 기반 기술은 일종의 시스템 모델에서 원인과 결과 사이의 관계를 도출하려고 한다.